# 大阪府道249号泉佐野停車場線
大阪府道249号泉佐野停車場線（おおさかふどう249ごう いずみさのていしゃじょうせん）は、大阪府泉佐野市を通る、かつて存在した一般府道である。

## 概要
泉佐野市上町3丁目から泉佐野市市場西3丁目に至る。
なお、かつての大阪府道249号泉佐野停車場線は、南海本線 泉佐野駅から海側へ下り大阪府道204号堺阪南線（旧国道26号）に至る道路であった。

### 路線データ
- 起点：大阪府泉佐野市上町3丁目（南海本線 泉佐野駅前）
- 終点：大阪府泉佐野市市場西3丁目（市場北交差点、国道26号交点）
- 総延長：534 m

## 歴史
- 2017年（平成29年）3月31日 - 大阪府告示第619号により廃止[1]。

## 地理

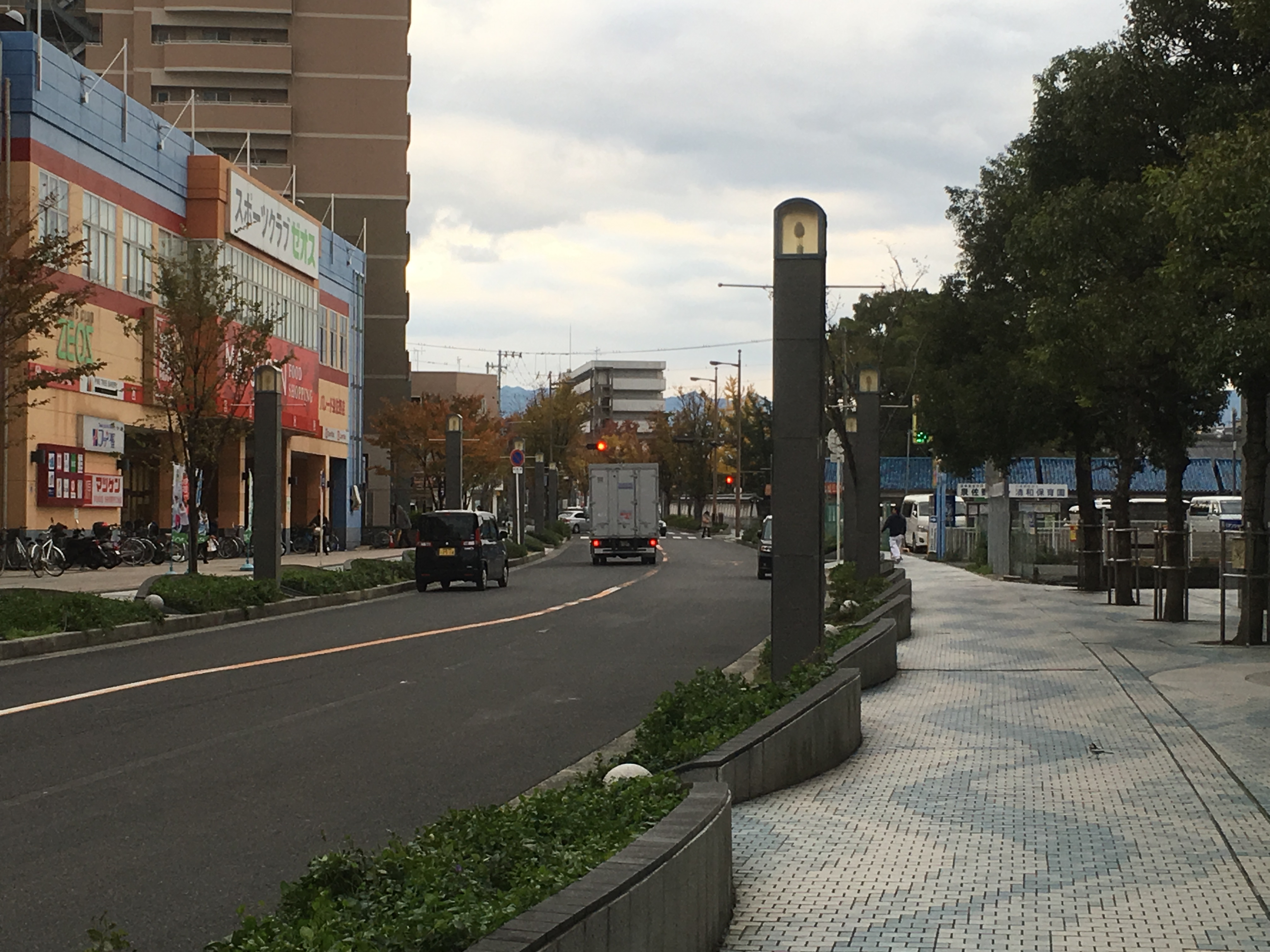
大阪府道249号泉佐野停車場線
大阪府泉佐野市高松東一丁目付近

### 通過していた自治体
- 大阪府
  - 泉佐野市

### 交差していた道路
| 交差していた道路 | 交差していた場所 | 交差していた場所    |
| ---------------- | ---------------- | ------------------- |
| 国道26号         | 市場西3丁目      | 市場北交差点 / 終点 |

### 沿線
- 南海本線 泉佐野駅
- 三井住友銀行 佐野支店
- 関西みらい銀行 佐野支店
- 泉佐野駅前商店街
- 泉佐野パレード（スーパーマーケットやスポーツジムなど）
- 泉佐野センタービル
- 妙光寺
- 関西サナトリウム
- 南都銀行 泉佐野支店
- ベルビューガーデンホテル関西空港（旧「ホリディイン関西空港」→「ラマダ関西空港ホテル」）